# Applied Acoustics
Applied Acoustics (Francese: Acoustique Appliquée, Tedesco: Angewandte Akustik) è una rivista scientifica peer-review che esce una volta ogni due mesi. La sua creazione risale al 1968 e viene prodotta dalla Elsevier. Questa rivista copre la ricerca e le applicazioni in tutti gli aspetti del settore acustica. L'editor-in-chief è K.M. Li.

## Finalità
Applied Acoustics guarda non solo ai recenti sviluppi nella comprensione dell'acustica, ma anche ai modi di applicazione della ricerca. La rivista mira a incoraggiare lo scambio di esperienze pratiche attraverso la loro pubblicazione e così facendo crea un fondo di informazioni tecnologiche che possono essere utilizzate per risolvere i problemi correlati. La presentazione dell'informazione in forma grafica o a tabelle viene fortemente utilizzata. Se una relazione di uno sviluppo matematico è parte necessaria dell'articolo è importante assicurarsi che sia presente solo come parte integrante di una soluzione pratica a un problema e venga supportato dai dati.

## Servizi d'indicizzazione e di abstract
La rivista viene riportata dalle seguenti basi di dati bibliografiche:
- SCI (Clarivate Analytics)
- Current Contents/Engineering, Computing & Technology (Clarivate Analytics)
- Academic OneFile (Gale)
- Applied Mechanics Reviews
- CSA (ProQuest)
- Ei Compendex (Elsevier)
- EBSCOhost
- GeoRef (AGI)
- INSPEC (IET/IEE)
- Scopus (Elsevier)